# 1975 au Québec
Cet article traite des événements survenus en 1975 au Québec. 

## Événements

### Janvier
- 3 janvier : première du téléroman Avec le temps, mettant en vedette Normand Gélinas et Louise Matteau et racontant la vie de jeunes adultes ayant adopté une façon de vivre communautaire[1].
- 17 janvier - Le criminel Richard Blass met le feu au bar Gargantua à Montréal alors qu'il y a encore des clients dans l'établissement. Ce drame fait 13 morts et horrifie le Québec[2].
- 19 janvier : Radio-Québec entre en ondes[3].
- 20 janvier : Québec s'engage à assumer le coût des Jeux olympiques[4].
- 23 janvier : première du film Gina de Denys Arcand[5].
- 24 janvier : Le criminel Richard Blass est abattu par la police dans un motel de Val-David[6].

### Février
- 1er février : 
  - les centrales syndicales font connaître leurs revendications salariales pour leurs prochaines rondes de négociations. Ils demandent 26 % d'augmentation pour le rattrapage du pouvoir d'achat, 8,5 % de correctif de distribution de la richesse et 5 % comme taux annuel d'enrichissement réel[7].
  - lors d'une rencontre avec Robert Bourassa, Pierre Trudeau déclare que le gouvernement fédéral n'entend pas éponger le déficit des Jeux olympiques[8].
- 25 février : André Desjardins, ex-directeur de la FTQ-Construction et impliqué dans le saccage de LG-2, comparaît devant la commission Cliche[9].
- 28 février : le député libéral Guy Leduc, soupçonné d'avoir eu des relations avec la Mafia, démissionne[10].

### Mars
- 7 mars : fin des audiences de la commission Cliche[11].
- 16 mars : début d'une grève de l'amiante à Thetford Mines qui durera 7 mois. La principale revendication du syndicat est la mise en place de meilleures conditions de sécurité et de salubrité dans l'industrie. Il révèle que plus de la moitié des mineurs souffrent d'affection pulmonaire[12].
- 18 mars : ouverture de la troisième session de la 30e législature. Le discours du Trône annonce la prochaine adoption d'une Charte québécoise des droits de la personne[10].
- 22 mars : fondation de l'Association nationale des étudiants du Québec (ANEQ) regroupant 70 000 étudiants de collèges et d'universités[13].
- 25 mars : Raymond Garneau annonce que les dépenses budgétaires seront de 8.2 milliards de dollars en 1975-1976[14].

### Avril
- 1er avril : le Canada adopte officiellement le système métrique[15].
- 23 avril : annonce qu'Élisabeth II présidera la cérémonie d'ouverture des Jeux olympiques[16].

### Mai
- 6 mai : le rapport de la commission Cliche est rendu public. Il n'est pas tendre envers les agissements de la FTQ-Construction qu'il identifie à de la corruption et à du banditisme. Il blâme aussi la complaisance de certains entrepreneurs en construction et dénonce la négligence et le laissez-allez du gouvernement. Par ailleurs, aucun grief n'est formulé contre la CSN ou la CSD[17].
- 8 mai : des membres de la FTQ débraient sur les chantiers des Jeux olympiques, protestant contre la mise sous tutelle de 4 syndicats de la FTQ-Construction[18].
- 13 mai : la loi 2 visant à imposer une tutelle de 3 ans sur 4 syndicats de la FTQ-Construction est déposée à l'Assemblée nationale[19].
- 18 mai : annonce que le monde interlope a mis sur pied un vaste réseau qui permet de refiler de la viande avariée aux consommateurs. La Federal Packing, selon un témoin, utilisait la charogne pour augmenter ses bénéfices qui étaient pourtant de 25 millions de dollars par an[19].
- 20 mai : la Commission d'enquête sur le crime organisé (CECO) commence ses audiences, accessibles au public par la télévision[20].
- 24 mai : Les Ordres de Michel Brault obtient le prix de la mise en scène au festival de Cannes[21].

### Juin
- 1er juin : le salaire minimum au Québec est porté 2,60 $, une augmentation de 50 cents[22].
- 9 juin : 
  - la dette olympique atteint maintenant 950 millions de dollars. Bourassa convoque une commission parlementaire afin d'examiner le dossier[23].
  - Henry Morgentaler est finalement acquitté[24].
- 11 juin : le ministre des Affaires culturelles, Denis Hardy, dépose un projet de loi abolissant la censure au cinéma[25].
- 20 juin : Gilles Vigneault, Yvon Deschamps et Louise Forestier interprètent pour la première fois la chanson Gens du pays sur le mont Royal à Montréal dans le cadre du spectacle d'ouverture des Fêtes nationales de la Saint-Jean[26] intitulé Happy Birthday[27],[28].
- 27 juin : l'Assemblée nationale adopte la Charte des droits et libertés de la personne[29].

### Juillet
- 9 juillet : Jean Drapeau dit renoncer à l'autofinancement des Jeux[30].
- 24 juillet : une tornade dévaste le village de Saint-Bonaventure près de Drummondville. Une centaine de maisons sont détruites et trois morts sont à déplorer[31].
- 30 juillet : Robert Bourassa annonce un important remaniement ministériel. Les ministres mutés sont Jérôme Choquette (Éducation), François Cloutier (Affaires intergouvernementales), Gérard D. Lévesque (Justice), Fernand Lalonde (solliciteur général), Normand Toupin (Terres et Forêts), Kevin Drummond (Agriculture), Jean-Paul L'Allier (Affaires culturelles), Denis Hardy (Communications), Jean Cournoyer (Richesses naturelles), Lise Bacon (Consommateurs, Compagnies et Coopératives), William Tetley (Travaux publics et Approvisionnements), Gérald Harvey (Travail et Main d'œuvre) et Robert Quenneville (Revenu)[32].

### Août
- 24 août : Robert Bourassa déclare qu'il bloquera le rapatriement de la Constitution s'il n'obtient pas les pouvoirs nécessaires en matière culturelle[33].
- 25 août : fin de la grève à la United Aircraft[34].
- 27 août : Montréal entreprend des démarches pour acheter le paquebot France afin de le transformer en casino et en centre des congrès flottant. Il serait installé dans le Vieux-Port de Montréal[35].

### Septembre
- 3 septembre : la Quebec Association of Protestant School Boards entreprend une démarche pour faire annuler certaines dispositions contraignantes de la loi 22[36].
- 18 septembre : Montréal renonce à acheter le France à cause de coûts trop élevés[37].
- 19 septembre : création de l'Association des Gens de l'Air du Québec (AGAQ), regroupant les pilotes, les contrôleurs aériens et d'autres corps de métiers[38].
- 26 septembre : Jérôme Choquette annonce sa décision de quitter le conseil des ministres et le caucus libéral. Il se dit en désaccord avec les dispositions de la loi 22, mais chacun sait qu'il est mécontent d'avoir été muté de la Justice à l'Éducation[10].
- 29 septembre : le Front commun réclame une hausse salariale de 43,8 % en 3 ans pour les employés du secteur public[39].

### Octobre
- 4 octobre : inauguration de l'aéroport de Mirabel[40].
- 10 octobre : la CATCA (Association canadienne des gens de l'air) annonce un arrêt de travail de 24 heures le 18 octobre pour protester contre l'usage du français dans le contrôle du trafic aérien. Quelques jours plus tard, elle renonce à la grève mais projette d'autres moyens de pression[41].
- 20 octobre : les ouvriers du chantier de construction du Village olympique débraient une nouvelle fois, dénonçant une mesure décrétant le port obligatoire d'une carte de sécurité pour y circuler[42].
- 26 octobre : CROP indique lors d'un sondage que, pour la première fois depuis sa création en 1968, le PQ devance le PLQ dans les intentions de vote[43].

### Novembre
- 3 novembre : Fabien Roy est expulsé du Ralliement créditiste, pour avoir tenté de "négocier un regroupement de partis ou une fusion", contrairement à l'ultimatum lancé par le parti[44].
- 7 novembre : Québec offre des augmentations de salaire de 44 % aux infirmières, de 26,5 % aux enseignants et de 29 à 35 % pour les employés des Affaires sociales. Elles sont mal reçues par les syndicats[45].
- 8 novembre : Mon premier show, le premier double album live de Diane Dufresne, est enregistré à la salle Maisonneuve de la Place des Arts de Montréal[46].
- 11 novembre : Québec signe un accord avec les associations amérindiennes en vue du développement de la Baie James. Il prévoit la cession des droits ancestraux des Cris et des Inuits sur 410 000 milles carrés (1 062 000 km2) contre la somme de 225 millions de dollars[47].
- 14 novembre : Bourassa décrète l'établissement d'une Régie des installations olympiques (RIO) à la suite de la prise en main de l'organisation des Jeux par son gouvernement[48].

### Décembre
- 14 décembre : Jérôme Choquette et Fabien Roy annoncent la création du Part national populaire (PNP)[49].
- 17 décembre : Victor Goldbloom annonce que le coût des Jeux olympiques sera maintenant de 900 millions de dollars[50].
- 18 décembre : 20 000 employés du secteur public manifestent contre les offres gouvernementales[51].
- 19 décembre : la session est prorogée[52].

## Naissances

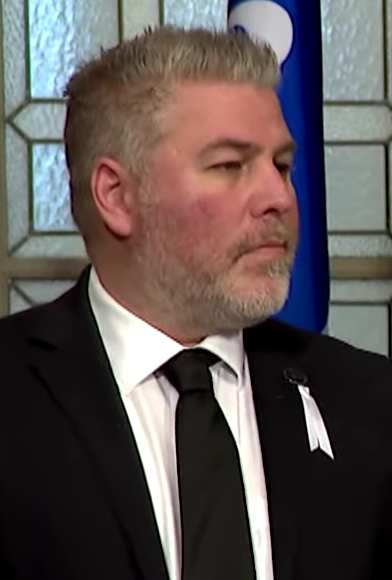
Pascal Bérubé, député

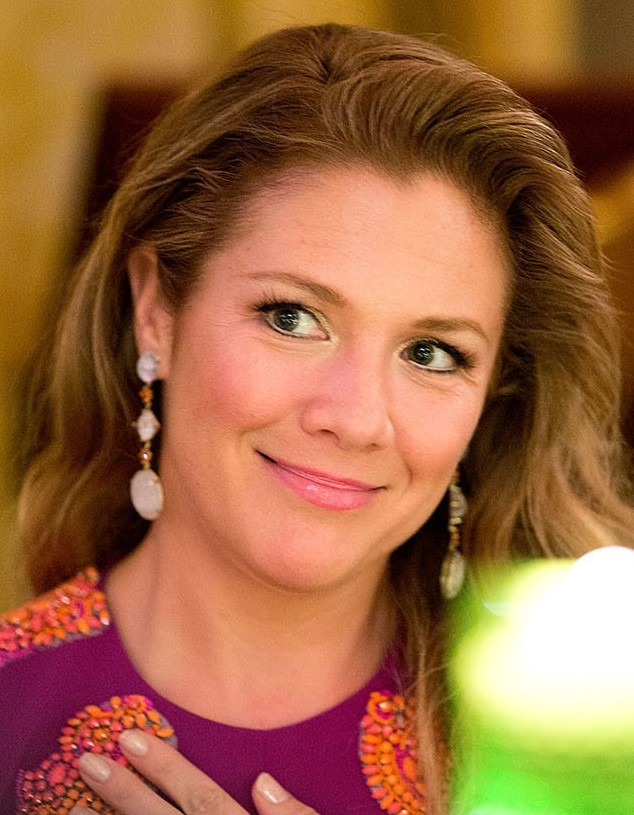
Sophie Grégoire

- Amélie Dionne (entrepreneure et femme politique)
- Jean-François Harrisson (acteur et criminel)
- Jean-Thomas Jobin (humoriste)
- Éric Gauthier (auteur et conteur)
- Isabelle Blais (actrice)
- 12 janvier - Jocelyn Thibault (gardien de but au hockey)
- 15 janvier - Steve Brûlé (joueur de hockey)
- 24 janvier - Patrick Côté (joueur de hockey)
- 28 janvier - Anne Montminy (plongeuse)
- 7 février - Alexandre Daigle (joueur et analyste de hockey)
- 15 février - 
  - Sébastien Bordeleau (joueur de hockey, née a Vancouver. fils de Paulin Bordeleau)
  - Serge Aubin (joueur de hockey)
- 16 février - Pascal Bérubé (homme politique)
- 22 février - Patrick Boileau (joueur de hockey)
- 4 mars - Évelyne Rompré (actrice)
- 10 mars - Lyne Bessette (cycliste)
- 19 mars - Lucie Laurier (actrice)
- 28 mars - Sébastien Proulx (homme politique)
- 9 avril - Patrick Huot (homme politique)
- 13 avril - Jasey Jay Anderson (snowboardeur)
- 24 avril - Sophie Grégoire (animatrice de la télévision et épouse de Justin Trudeau)
- 4 mai - Catherine Trudeau (actrice)
- 24 mai - Marc Gagnon (patineur de vitesse)
- 26 mai - Phillip Joseph Stock (joueur et analyste de hockey)
- 12 juin - Frédéric Cassivi (joueur de hockey)
- 18 juin - Martin Saint-Louis (joueur de hockey)
- 2 juillet - Éric Dazé (ancien joueur professionnel de hockey)
- 10 juillet - Alain Nasreddine (joueur et entraineur de hockey)
- 28 juillet - Simon-Olivier Fecteau (acteur, humoriste et réalisateur)
- 17 septembre - Pascale Montreuil (actrice et chanteuse)
- 24 septembre - Fanny Malette (actrice)
- 12 octobre - Jorane (chanteuse)
- 1er novembre - Éric Perrin (joueur de hockey)
- 4 novembre - Éric Fichaud (joueur et analyste de hockey)
- 15 novembre - Yannick Tremblay (joueur de hockey)
- 26 novembre - Patrice Lauzon (patineur de vitesse)
- 22 décembre - Catherine Proulx-Lemay (actrice)

## Décès

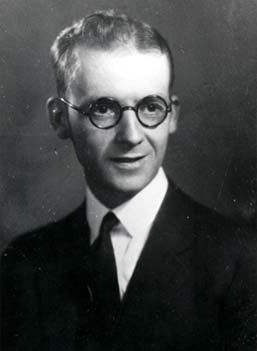
Esdras Minville

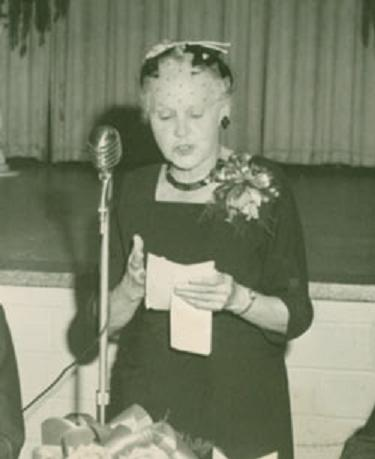
Laure Gaudreault

- 19 janvier - Fernand Choquette (homme de loi) (º 27 octobre 1895)
- 22 janvier - Laure Gaudreault (militante syndicaliste) (º 25 octobre 1889)
- 24 janvier - Richard Blass (criminel) (º 24 octobre 1945)
- 2 février - Gustave Lanctôt (écrivain) (º 5 juillet 1883)
- 1er mars - Claude Jodoin (syndicaliste) (º 25 mai 1913)
- 18 mars - Alain Grandbois (écrivain) (º 25 mai 1900)
- 3 mai - Jean-Jules Richard (écrivain) (º 18 août 1911)
- 12 mai - Wilfrid Labbé (homme politique)  (º 27 avril 1892)
- 16 août - Germaine Giroux (actrice) (º 25 novembre 1902)
- 26 août - Juliette Béliveau (actrice) (º 28 octobre 1889)
- 20 septembre - Gilbert Chénier (acteur) (º 12 mars 1936)
- 23 octobre - Raoul Poulin (homme politique) º 8 février 1900)
- 28 octobre - Réjeanne Desrameaux (actrice) (º 10 mars 1903)
- 1er novembre - Édouard Asselin (avocat et homme politique) (º 15 mars 1892)
- 29 novembre - Paule Bayard (actrice) (º 17 juin 1931)
- 9 décembre - Esdras Minville (économiste et sociologue) (º 7 novembre 1896)
- 26 décembre - Jean-Louis Baribeau (homme politique et homme d'affaires) (º 19 mars 1893)

## Sources et références
1. ↑  Bilan du Siècle
2. ↑  L'increvable Desperado dans la collection Dossier Meurtre, éditions Malcolm
3. ↑  Le monde du spectacle Vol. IV. Publications Éclair. 1975. p. 66
4. ↑  Louis La Rochelle. En flagrant délit de pouvoir. Boréal. 1982. p. 200
5. ↑  Bilan du Siècle
6. ↑  Bilan du Siècle
7. ↑  Lise Bissonnette, « Le ton des négociations du Front commun? La CEQ réclamera 26 % au titre de rattrapage, un correctif de 8,5 %, un enrichissement de 5 % », Le Devoir,‎ 1er février 1975, p. 3
8. ↑  Ottawa affermira tout au plus le programme de financement des JO, Le Devoir, 3 février 1975, p. 1, 6
9. ↑  Louis-Georges Francoeur, Dédé Desjardins refuse d'incriminer ministres, députés ou fonctionnaires, Le Devoir, 26 février 1975, p. 1, 6
10. 1 2 3  « Chronologie parlementaire 1975-1976 » (consulté le 7 mai 2009)
11. ↑  Louis-Gilles Francoeur, Le pot-de-vin de $2000: M. Choquette croit avoir prévenu le premier ministre, Le Devoir, 8 mars 1975, p. 1, 6
12. ↑  Bilan du siècle
13. ↑  Bilan du Siècle
14. ↑  Gérard LeBlanc et Gilles Lesage, Québec dépensera $8,2 milliards, 13.1 % de plus que l'an dernier, Le Devoir, 26 mars 1975, p. 1, 6
15. ↑  Natanajan Ganapathy, Conversion au système métrique, L'Encyclopédie canadienne.
16. ↑  La reine ouvrira les Jeux, Le Devoir, p. 3
17. ↑  Bilan du Siècle: la commission Cliche
18. ↑  Une grève paralyse les travaux du chantier olympique, Le Devoir, 9 mai 1975, p. 6
19. 1 2  En flagrant délit de pouvoir, p. 202
20. ↑  Bilan du Siècle
21. ↑  Les Ordres sont primés à Cannes, Le Devoir, p. 1, 6
22. ↑  Annuaire du Québec 1979-1980, Bureau de la statistique du Québec, p. 489
23. ↑  Les Jeux: Vers un déficit de $ 250 millions?, Le Devoir, p. 1, 6
24. ↑  Bilan du Siècle
25. ↑  Bilan du Siècle
26. ↑  Les fêtes sur le mont Royal s'étalait du 20 au 24 juin 1975.
27. ↑  « Lise dévoile... La loterie “La Québécoise” », Le Jour,‎ 29 avril 1975 (lire en ligne)
28. ↑  Josée Boileau, « Louise Forestier: Plus libre que jamais », sur Le Journal de Montréal, 19 août 2017 (consulté le 10 juin 2025)
29. ↑  La Charte consacre l'égalité des époux, Le Devoir, p. 1
30. ↑  Gérald LeBlanc, Drapeau renonce à l'autofinancement. Le déficit des JO pourrait atteindre les $ 300 millions, Le Devoir, p. 1, 6
31. ↑  Bilan du Siècle
32. ↑  Voir l'article Gouvernement Robert Bourassa (1)
33. ↑  Gérald LeBlanc, Bourassa précise son slogan. Pas de rapatriement sans garanties claires, Le Devoir, p. 1, 6
34. ↑  Bilan du Siècle
35. ↑  Bernard Descoteaux, « Drapeau achèterait le France pour le transformer en casino », Le Devoir,‎ 28 août 1975, p. 1
36. ↑  En flagrant délit de pouvoir, p. 206
37. ↑  Jean-Pierre Fournier, Québec renonce à acheter le France, Le Devoir, 19 septembre 1975, p. 1, 6
38. ↑  L'Action indépendantiste: Création de l'Association des Gens de l'Air
39. ↑  Gilles Lesage, Le front commun du secteur public réclame des augmentations de 43,8 %, Le Devoir, 30 septembre 1975, p. 1, 6
40. ↑  Année 1975 sur Grand Québec.com
41. ↑  Le français dans le ciel. Les pilotes de ligne mettent leur menace à exécution, Le Devoir, 11 octobre 1975, p. 6
42. ↑  Louis-Gilles Francoeur, Un commando bloque les entrées. Le chantier olympique paralysé, Le Devoir, 21 octobre 1975, p. 1, 6
43. ↑  En flagrant délit de pouvoir, p. 209
44. ↑  Le Devoir, 4 nov 1975 http://collections.banq.qc.ca/jrn03/devoir/src/1975/11/04/5226335_1975-11-04.pdf
45. ↑  Idem, p. 209
46. ↑  Diane Dufresne Mon premier show sur Archives Canada
47. ↑  Idem, p. 210
48. ↑  Nick Auf der Maur. Le dossier olympique. Québec-Amérique. 1976. p. 164
49. ↑  L'année 1975 aur Grand Québec
50. ↑  Gilles Lesage, « $190 millions de plus pour les Jeux », Le Devoir,‎ 18 décembre 1975, p. 1
51. ↑  Louis-Gilles Francoeur, Une offre inférieure à 32,5 % constituerait un vol qualifié, Le Devoir, 18 décembre 1975, p. 2
52. ↑  Chronologie parlementaire 1975-1976